# 七曲橋
七曲橋（ななまがりばし）は神奈川県道64号伊勢原津久井線の途中、宮ヶ瀬湖上に架かるローゼ橋。厚木方面から来ると最初に通るローゼ橋である。

## 概要
- 架設年 1989年（平成元年）
- 延長 109m
- 幅員 8.8m

## 位置
- 北緯35度30分29.3秒 東経139度15分7.3秒 / 北緯35.508139度 東経139.252028度
- 青野原［南東］ - 地理院地図
- 七曲橋 - Google マップ